# 今井正郎
今井 正郎（いまい まさお、1916年（大正5年）5月3日 - 1995年（平成7年）7月19日）は、昭和から平成時代の政治家。三重県亀山市長。亀山市名誉市民。

## 経歴
亀山市出身。1941年（昭和16年）京都帝国大学法学部卒業。満州石油に入社し、三協油脂勤務、南国船舶人事庶務各課長を務める。
1956年（昭和31年）三重県中小企業団体中央会事務局長を経て、1959年（昭和34年）から11年間に渡り亀山市収入役を務める。1970年（昭和45年）同市長に当選し、6期務め1994年（平成6年）引退した。

## 栄典
勲章等
- 1994年（平成6年） - 勲四等旭日小綬章[2]